# 量子恒道
量子恒道曾是一个由淘宝量子统计团队推出的数据统计分析系统。主要用于统计淘宝网每天店铺被访问的实际次数、各个时段中店铺的访问情况、支付宝成交金额等数据。
其前身是2007年7月上线的雅虎统计功能。2008年9月，雅虎统计加入淘宝，并于2009年3月正式更名为量子统计，原雅虎统计则于2009年8月下线，数据全部迁移至量子恒道中；2016年4月量子恒道下线。